# فرد بروسارد
فرد بروسارد (بالإنجليزية: Fred Broussard)‏ هو لاعب كرة قدم أمريكية أمريكي، ولد في 7 مارس 1933 في لويزيانا في الولايات المتحدة.

## وصلات خارجية
- فرد بروسارد على موقع مرجع كرة القدم المحترفة.كوم (الإنجليزية)